# Yahya Petra
Sultan Yahya Petra ibni Almarhum Sultan Ibrahim (* 10. Dezember 1917 in Istana Balai Besar, Kota Bharu; † 29. März 1979 in Istana Negara, Kuala Lumpur, Malaysia) war der sechste Yang di-Pertuan Agong (Wahlkönig) von Malaysia vom 21. September 1975 bis zu seinem Tod und der zwölfte (10.) Sultan von Kelantan (1960–1979).

## Leben
Tengku Yahya Petra wurde in Istana Balai Besar, Kota Bharu geboren. Er war der zweite Sohn von Sultan Ibrahim ibni Almarhum Sultan Muhammad IV. (geb. 1897; reg. 1944–1960) aber der erste von seiner Nebenfrau, Cik (Embong binti Encik Daud, 1899–1971), die später von ihrem Sohn zur Che Ampuan Besar erhoben wurde.
Yahya Petra wurde zunächst von seinem kinderlosen Onkel, Tengku Ismail, dem späteren Sultan Ismail ibni Almarhum Sultan Muhammad IV. erzogen. Seine Ausbildung erhielt er an der Francis Light School in Penang, bevor er seine Studien in England fortsetzte. Sein Onkel, Sultan Ismail, ernannte ihn zum Tengku Temenggong am 21. Juli 1939. Und später wurde er von seinem Vater zum Tengku Bendahara (6. Februar 1945) ernannt, der zu dieser Zeit als Sultan Ibrahim regierte. Er diente in verschiedenen Beamtenpositionen in Kelantan von 1941 bis 1948.

### Auseinandersetzungen um die Thronfolge in Kelantan
Tengku Indra Petra war der älteste Sohn von Sultan Ibrahim und der ältere Halbbruder von Yahya Petra. Nachdem Sultan Ibrahim auf seinen kinderlosen Bruder Sultan Ismail folgte, wurde Tengku Indra Petra zum Heir Apparent (Raja Muda) am 25. Oktober 1944. Aufgrund von Spannungen mit seinem Vater wurde er jedoch abgesetzt und aus der Thronfolge ausgeschlossen (1. Februar 1948). Am selben Tag wurde Tengku Yahya Petra anstelle seines Bruders mit dem Titel Tengku Mahkota eingesetzt.
Tengku Indra Petra begann eine politische Karriere und wurde Member of Parliament (MP) in der ersten Wahl des Staatenbundes 1955. Seine Nachfahren haben mehrfach den Ausschluss aus der Thronfolge angefochten.
Indra Petra nahm auch nicht an der Installation von Sultan Yahya Petras Nachfolger, Sultan Ismail Petra, teil, sondern Tengku Panglima Raja Tengku Ahmad der schon bei Sultan Yahya Petra Präside war. Tengku Panglima Raja ist der Vater der ehemaligen Sultanah von Johor, Sultanah Zanariah binti Tengku Ahmad.

### Inthronisierung
Sultan Yahya Petra folgte seinem Vater einen Tag nach dessen Tod am 9. Juli 1960 auf dem Thron. Er wurde am 17. Juli 1961 in Istana Balai Besar, Kota Bharu inthronisiert.

### Wahl zum stellvertretenden Yang di-Pertuan Agong
Am 21. September 1970 wurde Sultan Yahya Petra als stellvertretender Yang di-Pertuan Agong eingesetzt und diente in diesem Amt bis zum 20. September 1975.

### Wahl zum Yang di-Pertuan Agong
Als die Wahl zum sechsten Yang di-Pertuan Agong anstand, baten die ältesten Regenten  Sultan Abu Bakar von Pahang (Pahang) und Sultan Ismail von Johor, nicht zur Wahl gestellt zu werden. Auch Yahya Petra lehnte zunächst eine Nominierung ab, da er vor kurzem einen heftigen Schlaganfall erlitten hatte, aber er änderte seine Meinung und wurde sofort gewählt. Seine Amtszeit begann am 21. September 1975.

### Ereignisse in der Amtszeit
Malaysias zweiter Premierminister Tun Abdul Razak starb am 14. Januar 1976, nur vier Monate nach dem Amtsantritt von Yahya Petra.
1977 musste in Kelantan aufgrund von politischen Turbulenzen und folgenden gewalttätigen Auseinandersetzungen der Notstand ausgerufen werden.

### Tod und Begräbnis
Yahya Petra starb im Schlaf, offenbar an einem Herzinfarkt im Istana Negara am 29. März 1979. Sein Sarg wurde im Istana Negara einen Tag lang in Staatstrauer ausgestellt und dann mit dem Flugzeug nach Kota Bharu überführt, wo er im Langgar Royal Mausoleum beigesetzt wurde.

## Familie
Yahya Petra war verheiratet mit Tengku Zainab binti Tengku Sri Utama Raja Tengku Muhammad Petra (1917–1993), die den Titel Raja Perempuan Zainab II. erhielt. (Ihre Stief-Schwiegermutter war Raja Perempuan Zainab I., Frau von Sultan Ibrahim) und Raja Permaisuri Agong. Das Paar hatte einen Sohn (Ismail Petra ibni al-Marhum Sultan Yahya Petra, den Nachfolger) und sechs Töchter.

## Ehrungen
Sultan Yahya Petra  stand im Rang eines Marschall der Malaysischen Luftstreitkräfte.

### Nationale und Sultanale Ehrungen
- Malaysia (als Yang di-Pertuan Agong 1975–1979):
  - Träger des Order of the Royal House of Malaysia (DKM, 1975–1979)
  - Träger (17. Juli 1961) und Großmeister (1975–1979) des Order of the Crown of the Realm (DMN)
  - Großmeister (1975–1979) des Order of the Defender of the Realm
  - Großmeister (1975–1979) des Order of Loyalty to the Crown of Malaysia
  - Großmeister (1975–1979) des Order of Merit of Malaysia
  - Großmeister (1979–1979) des Order of the Royal Household of Malaysia
- Malaya:
  - Grand Commander des Order of the Defender of the Realm (SMN, 31. August 1958)[10]
- Kelantan (Sultan 9. Juli 1960 – 29. März 1979):
  -  Träger (21. Juli 1939) und Großmeister (1960–1979) of the Royal Family Order of Kelantan or "Star of Yunus" (DK)
  -  Knight Grand Commander (SPMK, 9. August 1950) und Großmeister (1960–1979) des Order of the Crown of Kelantan "Star of Muhammad"
  -  Knight Grand Commander (SJMK, 9. August 1959) und Großmeister (1960–1979) des Order of the Life of the Crown of Kelantan "Star of Ismail"
  -  Founding Grand Master und Knight Grand Commander des Order of the Loyalty to the Crown of Kelantan "Star of Ibrahim" (SPSK, 10. Dezember 1967 – 29. März 1979)
  - Großmeister des Order of the Most Distinguished and Most Valiant Warrior (PYGP, 9. Juli 1960 – 29. März 1979)
- Kedah:
  -  Mitglied des Royal Family Order of Kedah (DK, 5. Juli 1969)
- Pahang:
  -  Mitglied 1. Klasse des Family Order of the Crown of Indra of Pahang (DK I)
- Perlis:
  -  Träger des Perlis Family Order of the Gallant Prince Syed Putra Jamalullail (DK, 13. Februar 1978)
- Selangor:
  -  First Class des Royal Family Order of Selangor (DK I, 21. Juli 1966)[11]
- Terengganu:
  -  Mitglied 1. Klasse des Family Order of Terengganu (DK I, 23. Juni 1964)
- Sarawak:
  -  Knight Grand Commander des Order of the Star of Hornbill Sarawak (DP)

### Ausländische Ehrungen
- Brunei:
  - Dato Laila Utama of the Royal Family Order of Brunei (DK, 1961)
- Vereinigtes Königreich:
  - Companion of the Order of St Michael and St George (CMG – 1952)
  - Knight Grand Cross of the Order of St Michael and St George (GCMG) – 1972
  - Queen Elizabeth II Coronation Medal (1953)

## Vermächtnis
Nach ihm benannt wurden:
- Sultan Yahya Petra Bridge in Kelantan
- Petra Jaya, eine Vorstadt von Kuching, Sarawak